# Slottsbrons IF
Slottsbrons IF, "Blåtomtarna", är en idrottsförening i Slottsbron i Värmland, som bedriver bandy och fotboll. Klubben har fyra gånger blivit svenska mästare i bandy och varit i ytterligare en final.

## Historik
Den 19 maj 2008 avgick Stig Knöös som klubbens ordförande. Han hade då suttit i klubbens styrelse sedan 1973.

### Bandy

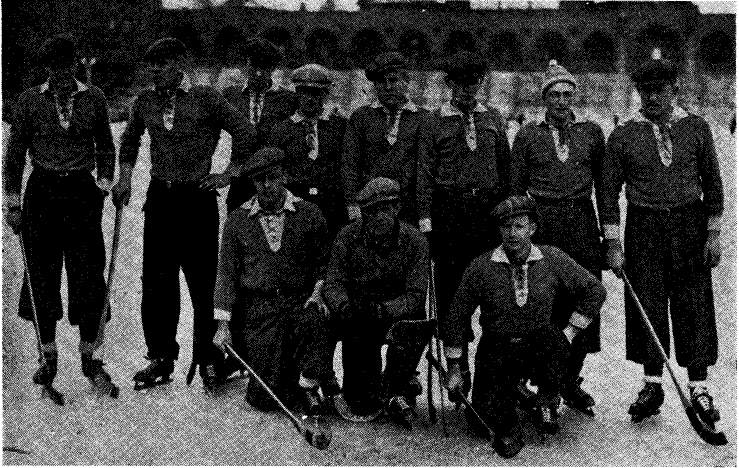
Slottsbrons IF, det lag som blev svenska mästare i bandy 1934

Slottsbrons IF nådde framgångar under 1930- och 40-talen. Slottsbrons IF spelade då i fem SM-finaler i bandy, och hemförde fyra svenska mästerskap, och klubben var tillsammans med Karlstad-Göta tongivande i svensk bandy under dessa två decennier. Första vistelsen i Sveriges högsta division i bandy var säsongen 1932. Laget blev svenska mästare första gången 1934 då laget besegrade de regerande svenska mästarna IFK Uppsala efter omspel. Den första matchen på Stockholms stadion slutade 1–1 och Slottsbron kunde sedan vinna i Karlstad med klara 6–0.
Den senaste säsongen i högsta divisionen var 1964/1965, då laget slutade sist i Division I centrala.
Ursprunget till själva "Slottsbrobandyn" har kommit från grannarna vid Liljedals glasbruk, vars bandylag var framgångsrika i Värmland 1911-1916. Liljedal blev också de första distriktsmästarna genom att 1915 besegra Karlstad-Göta i finalen med hela 13-1. När sedan glasbruket lades ned år 1917 och denna elva splittrades, bäddade det för framgångar för Slottsbrons IF.

### Fotboll
Klubben spelar även fotboll, och låg i Sveriges näst högsta division 1932/1933, 1933/1934 och 1934/1935. Herrlaget spelar sedan säsongen 2022 i Division 6 och damlaget i Division 4 under namnet Nor/Slottsbron.

## Kända spelare i Slottsbron
- Nils "Nisse-Vitt" Andersson
- Karl "Kalle" Funke
- Majorn Svensson
- Gunnar Lunkan Lundqvist målvakt på 1960-talet
- Hasse Pettersson
- Henry "Brinken" Klarqvist, Stor grabb Nr 10
- Hjalmar Klarqvist, skyttekung
- Ragnar Nilsson
- Ewert Nilsson
- Harald Törnqvist, skyttekung
- Patrik "Pato" Nyqvist, skyttekung 2018, i samband med föreningens 100-årsjubileum.